# Mysterious Doctor Satan
Misteriosul Doctor Satan (titlu original: Mysterious Doctor Satan) este un film SF serial american din 1940 regizat de Jon English și William Witney. În rolurile principale joacă actorii Edwin Stanley, C. Montague Shaw.

## Distribuție
- Eduardo Ciannelli (menșionat ca Edward Ciannelli) ca Doctor Satan, om de știință nebun.
- Robert Wilcox ca Bob Wayne/The Copperhead
- William Newell ca Speed Martin, reporter
- C. Montague Shaw ca Professor Thomas Scott, inventor of a remote control device for the military
- Ella Neal ca Lois Scott, reporter and Professor Scott's daughter
- Dorothy Herbert ca Alice Brent, Professor Scott's secretary
- Charles Trowbridge ca Governor Bronson
- Jack Mulhall ca Police Chief Rand
- Edwin Stanley ca Col. Bevans
- Walter McGrail ca Stoner, thug leader
- Joe McGuinn ca Gort, a thug
- Bud Geary ca Hallett, a thug
- Paul Marion ca Corbay, a thug
- Archie Twitchell ca Ross, airport radio operator
- Lynton Brent ca Scarlett, a thug
- Ken Terrell ca Corwin, a thug
- Al Taylor ca Joe, a thug
- Bert LeBaron ca Fallon, gas plant thug
- Tom Steele ca The Robot[2]

## Capitole
1. Return of the Copperhead (30 min 15s)
2. Thirteen Steps (17 min 41s)
3. Undersea Tomb (17 min 18s)
4. The Human Bomb (16 min 42s)
5. Doctor Satan's Man of Steel (16 min 54s)
6. Double Cross (16 min 44s)
7. The Monster Strikes (16 min 53s)
8. Highway of Death (16 min 40s)
9. Double Jeopardy (16 min 39s)
10. Bridge of Peril (16 min 40s)
11. Death Closes In (17 min 12s)
12. Crack-Up (17 min 16s)
13. Disguised (16 min 42s)
14. The Flaming Coffin (16 min 45s)
15. Doctor Satan Strikes (16 min 44s)

Sursa: